# National Liberation Council
Der National Liberation Council (deutsch Nationaler Befreiungsrat; Abkürzung NLC) entmachtete mit dem ersten Militärputsch Ghanas am 24. Februar 1966 den ersten Präsidenten des Landes Kwame Nkrumah. Am 3. April 1969 wurde diese Militärjunta durch die Presidential Commission ersetzt.

## Der Sturz
Während sich Präsident Nkrumah auf einer Auslandsreise in Asien befand, nutzten die Putschisten seine Abwesenheit zur Machtübernahme. Der Reise ging ein Befehl Nkrumahs voraus, der die Armee aufforderte, sich für einen Kampfeinsatz im damaligen Südrhodesien (heute: Simbabwe) bereitzuhalten, um das dortige Regime zu stürzen. Kotoka nutzte diese Anweisung für massive Truppenbewegungen und deklarierte diese „zu Übungszwecken“ in den Bergen bei Accra. Tatsächlich nutzte er diesen Befehl zur Machtübernahme, wobei er von Afrifa militärisch unterstützt wurde.
Kotoka rief um 6:30 Uhr Ortszeit den erfolgreichen Putsch gegen Nkrumah über die Radiostation in Accra aus. Afrifa konnte im Verlauf des Putsches die Radiostation sichern.
Einige Quellen berichten auch über die Beteiligung von russischen Truppen, die auf der Seite Nkrumahs kämpften. Lokal gab es heftige Kämpfe, denen einige Menschen zum Opfer fielen.
Letztlich hatte der Verfall der Kakaopreise und ein allgemeiner wirtschaftlicher Niedergang zum Umsturz geführt. Der NLC galt als westlich orientiert, Nkrumah verfolgte einen sozialistischen Kurs. Für die Putschisten und größere Teile der Bevölkerung hatte sich Nkrumah zu einem Sinnbild der Zahlungsschwierigkeiten des Landes entwickelt. 
Aus der Bevölkerung kam kaum Widerstand, weil das Nkrumah-Regime viele Interessengruppen enttäuscht hatte.
Der Putsch lief unter dem Code Namen Operation Cold Chop.

## Mitglieder des NLC
Der National Liberation Council setzte sich aus vier militärischen Führern sowie vier Leitenden Polizeibeamten zusammen, die beim Putsch zusammengearbeitet hatten. Die Mitglieder waren hälftig Militärs und Führungspersonen aus dem Polizeiapparat. Kennzeichnend für den Umsturz ist, dass es Militärs in mittleren Dienstgraden und mittlerem Dienstalter waren, die die Machtübernahme geplant hatten. Ein hoher Dienstgrad des Militärs war lediglich Ankrah, der ehemals stellvertretender Kommandant der Armee Ghanas war.

### Militärs
- Generalmajor (Später: Generalleutnant) Joseph Arthur Ankrah, vom Volk der Ga, Vorsitzender bis zum 2. April 1969
- Major (später: Oberst) Akwasi Amankwaa Afrifa, vom Volk der Aschanti, Vorsitzender nach dem 2. April 1969
- Kommandant der zweiten Infanteriebrigade Oberst (später: Generalmajor) Emmanuel Kotoka, vom Volk der Ewe, verstorben am 17. April 1967
- Kommandant der ersten Infanteriebrigade Oberst (später: Brigadegeneral) Albert Kwesi Ocran, vom Volk der Fanti

### Polizei
- Police Commissionar, Leiter der Polizei John Willie Kofi Harlley, vom Volk der Ewe, stellvertretender Vorsitzender
- Commissioner of Criminal Investigation Department,  Anthony K. Deku, vom Volk der Ewe
- Polizeiinspektor Deputy Commissioner B. A. Yakubu, aus dem Norden des Landes
- Commissioner of Police J.E.O. Nunoo

### Weitere Beteiligte
- Lt. Col. Alphonse Kattah
- Lt. Col. David Amenu
- Major Laurence Okai
- Major Victor Coker-Appiah
- Captain Francis Kwashie

### Kabinett des NLC
Außenminister:
- Joseph Arthur Ankrah (24. Februar 1966–1967)
- John Willie Kofi Harlley (1967–1968)
- William Ofori-Atta

Ministerin für Soziales:
- Suzanna al-Hassan (1967)

Minister für Kommunikation (Commissioner for Communications):
- Matthew Poku (1. Februar 1968 – 14. April 1969) (= der spätere Asantehene Otumfo Nana Opoku Ware II.)

sonstige:
Oberster Richter
- Edward A. Akufo-Addo (1966–1970)

## Erste Handlungen
Nach dem Sturz Nkrumahs wurden die Gefängnisse und Landesgrenzen für alle inhaftierten Gegner des ehemaligen Präsidenten geöffnet. Der NLC übernahm im Land die Exekutivgewalt. Die Partei Nkrumahs, die CCP und alle Nachfolgeorganisationen wurden sofort verboten.
Mitglieder des alten Regimes, Kabinettsmitglieder, Parlamentsmitglieder, Parteifunktionäre, Regionalfunktionäre und weitere Funktionäre aus den Distrikten wurden für wenige Wochen ohne Gerichtsverhandlung in Haft genommen; einige Quellen bezeichnen diese Haft als Schutzhaft. Bücher von Nkrumah oder über den Sozialismus wurden neben kommunistischer Propaganda verbrannt. 
Konten der ehemaligen Partei- und Landesführung wurden eingefroren; später auch Parteigelder.
Die Verfassung von 1960 wurde außer Kraft gesetzt und die ehemaligen Ministerien wurden unter die Leitung von NLC-Mitgliedern gestellt, die als Beauftragte die laufenden Geschäfte übernahmen.

## Politik der NLC
Der NLC bildete eine Untersuchungskommission, die zahlreiche Korruptionsfälle aufdeckte. Der NLC versuchte die Wirtschaft zu sanieren. Dazu wurden die unter Nkrumah angelegten Staatsbetriebe geschlossen und etwa 40.000 Arbeiter entlassen. Der Hauptteil der Firmen verblieb jedoch in staatlicher Hand.
Außenpolitisch verringerten die Mitglieder des NLC die Nähe zu „kommunistischen“ Staaten und betrieben eine Normalisierung der Kontakte zur westlichen Welt, insbesondere zur ehemaligen Kolonialmacht Großbritannien. Mit den Nachbarstaaten, die sich gegen die Politik Nkrumahs gestellt hatten, wie Togo, die Elfenbeinküste und Nigeria wurde der Kontakt intensiviert und die Annäherung betrieben.

## Während der NLC-Regierung
Innenpolitisch wird dem NLC vorgeworfen, für das Massaker von Yendi mitverantwortlich zu sein. Hierbei handelte es sich um eine Auseinandersetzung um die Thronnachfolge in Yendi zwischen rivalisierenden Clans im September 1969.

### Gegenputsch von 1967
Am 17. April 1967 führte Leutnant Samuel Arthur ein Regiment aus Ho, in der Volta Region mit dem Ziel das NLC zu stürzen. Neben Arthur waren Leutnant Moses Yeboah und Unterleutnant (Second Lt.) Emmanuel Ose-Poku an dem Gegenputsch beteiligt. 
Die Truppe wurde in drei Teile geteilt, die sich gegen das Flaggstaff House, Osu Castle sowie gegen die Medienanstalt wendeten. Am Flaggstaff House trafen Yeboah und ein Mitglied des NLC Kotoka aufeinander. Im Verlauf des Kampfes fielen Kotoka und 3 weitere Offiziere dem Angriff zum Opfer. Der Gegenputsch schlug fehl und endete mit der Inhaftierung oder Exekution der Überlebenden des Angriffs.

### Bildung politischer Initiativen
Die neue Führung des Landes versprach schnell demokratische Verhältnisse einzurichten, doch bis zum Ende des Jahres 1968 blieben politische Parteien im Land verboten. Dennoch, auf Betreiben einiger ziviler Einzelpersonen, wurden Interessenverbände gebildet, die sich auf die Rückkehr zur zivilen Ordnung einrichteten.
Aus diesen Bewegungen wurden bis zu den Wahlen im August 1969 fünf politische Parteien gebildet. Die Mitglieder der CPP aus dem ehemaligen Regime waren von den Wahlen 1969 ausgeschlossen, ebenso von der Tätigkeit in einem öffentlichen Amt für die Dauer von zehn Jahren.
Unter dem NLC wurde ein Demokratisierungsprozess gestartet, der in eine Verfassungsgebenden Versammlung und schließlich in die zweite Republik mündete.

## Ende des NLC
Nach Korruptionsvorwürfen musste der Vorsitzende des NLC Ankrah die Macht abgeben. Ankrah hatte eingestanden, eine größere Bestechungssumme erhalten zu haben.
Den Vorsitz des NLC übernahm General Afrifa am 2. April 1969, der das bereits fortgeschrittene Programm zur Demokratisierung fortsetzte. Im September 1969 wich der NLC der dreiköpfigen Presidential Commission, deren Präsident ebenfalls Afrifa wurde. Die Presidential Commission übergab unter Afrifa die Staatsgewalt nach den Wahlen am 29. August 1969 an Kofi Abrefa Busia.